# Avatarium
Avatarium ist eine schwedische Epic-Doom- und Rockband aus Stockholm, die im Jahr 2012 gegründet wurde.

## Geschichte

### Gründung und erstes Album
Die Gründung der Band geht auf den Geburtstag des Bassisten Leif Edling im Jahr 2012 zurück. Edling beschloss, zusammen mit Mikael Åkerfeldt eine neue Band zu gründen. Da Åkerfeldt jedoch zu sehr in Opeth involviert war, konnte er an dem Projekt nicht mehr teilnehmen. Edling, der bereits drei Lieder fertiggestellt hatte, kam stattdessen der Gitarrist Marcus Jidell (Evergrey) zu Hilfe, wodurch es möglich war, in Jidells Studio zu proben. Als weitere Mitglieder gehören die Sängerin Jennie-Ann Smith, der Keyboarder Carl Westholm (Krux) und der Schlagzeuger Lars Sköld (Tiamat) zur Band.
Im September 2013 erschien die EP Moonhorse über Nuclear Blast, die das gleichnamige Lied sowie den Song Boneflower und das Black-Sabbath-Cover War Pigs enthielt. Das selbstbetitelte Debütalbum folgte im November desselben Jahres. Avatarium spielten auf den Festivals Roadburn und Hammer of Doom, bevor im November 2014 eine weitere EP mit dem Titel All I Want veröffentlicht wurde. Bei den Metal Hammer Awards wurde die Band in der Kategorie Up and Coming sowie Avatarium in der Kategorie Bestes Debütalbum nominiert, die Preise gingen jedoch an Beastmilk bzw. Insomnium.

### The Girl with the Raven MaskundHurricanes and Halos
Aus gesundheitlichen Gründen spielte Edling seit Herbst 2014 keine Konzerte mehr mit der Band und wird durch Anders Iwers (Tiamat, Dark Tranquillity) ersetzt. Ein Jahr später erschien das zweite Album The Girl with the Raven Mask, das von den deutschen Magazinen Rock Hard und Metal Hammer jeweils zum Album des Monats gekürt wurde. Das Album stieg auf Platz 38 der deutschen und Platz 56 der schwedischen Albumcharts ein. Die Band spielte im Sommer 2015 beim Rock Hard Festival und dem Graspop Metal Meeting und ein Jahr später beim Masters of Rock. Im September 2016 erhielt die Band den Metal Hammer Award in der Kategorie „Up and Coming“.
Carl Westholm und Leif Edling verließen kurze Zeit später die Band und wurden durch Rickard Nilsson und Mats Rydström ersetzt. Am 26. Mai 2017 erschien das dritte Studioalbum Hurricans and Halos, das vom deutschen Magazin Metal Hammer zum Album des Monats gewählt wurde. Auch wenn Leif Edling nicht mehr Bandmitglied war, schrieb er den Großteil der Lieder des Albums. Hurricans and Halos belegte Platz 36 der deutschen, Platz 51 der österreichischen und Platz 29 der Schweizer Albumcharts. Die Band spielte im Sommer 2017 auf den Tuska Open Air Metal Festival und ein Jahr später beim Rockharz Open Air und dem Sweden Rock Festival.

### The Fire I Long For
Am 22. November 2019 veröffentlicht die Band ihr viertes Studioalbum The Fire I Long For, das von Marcus Jidell produziert wurde. Leif Edling steuerte zu diesem Album drei Titel bei, während Jennie-Ann Smith und Marcus Jidell den Rest komponierten. Von den deutschen Magazinen Metal Hammer und Rock Hard wurde The Fire I Long For jeweils als Album des Monats ausgezeichnet. Das Album erreichte Platz 63 der deutschen und Platz 90 der Schweizer Albumcharts. Die Band veröffentlichte am 22. August 2020 ihre erste DVD An Evening with Avatarium – Live in Stockholm January 2020. Dafür wurde ein Konzert in Stockholm aus dem Januar 2020 mitgeschnitten. Die DVD wurde als kostenpflichtiger Download für zehn Euro inklusive DVD-Cover veröffentlicht.

## Stil
Laut Markus Endres von metal.de spiele die Band auf ihrem Debütalbum eine Mischung aus Doom Metal, mit melodischen Gitarrenriffs und Classic- und Hard-Rock der 1970er Jahre. Zudem seien auch progressive Züge erkennbar. Der Gesang von Smith wird als dunkel, rau und bluesig beschrieben.

## Diskografie

### Alben
| Jahr | Titel Musiklabel                                     | Höchstplatzierung, Gesamtwochen, AuszeichnungChartplatzierungen (Jahr, Titel, Musiklabel, Platzierungen, Wochen, Auszeichnungen, Anmerkungen) | Höchstplatzierung, Gesamtwochen, AuszeichnungChartplatzierungen (Jahr, Titel, Musiklabel, Platzierungen, Wochen, Auszeichnungen, Anmerkungen) | Höchstplatzierung, Gesamtwochen, AuszeichnungChartplatzierungen (Jahr, Titel, Musiklabel, Platzierungen, Wochen, Auszeichnungen, Anmerkungen) | Höchstplatzierung, Gesamtwochen, AuszeichnungChartplatzierungen (Jahr, Titel, Musiklabel, Platzierungen, Wochen, Auszeichnungen, Anmerkungen) | Anmerkungen                             |
| Jahr | Titel Musiklabel                                     | DE | AT | CH | SE | Anmerkungen                             |
| ---- | ---------------------------------------------------- | --- | --- | --- | --- | --------------------------------------- |
| 2013 | Avatarium Nuclear Blast                              | — | — | — | — | Erstveröffentlichung: 1. November 2013  |
| 2015 | The Girl with the Raven Mask Nuclear Blast           | DE38 (1 Wo.)DE | — | — | SE56 (1 Wo.)SE | Erstveröffentlichung: 23. Oktober 2015  |
| 2017 | Hurricanes and Halos Nuclear Blast                   | DE36 (1 Wo.)DE | AT51 (1 Wo.)AT | CH29 (1 Wo.)CH | — | Erstveröffentlichung: 26. Mai 2017      |
| 2019 | The Fire I Long For Nuclear Blast                    | DE63 (1 Wo.)DE | — | CH90 (1 Wo.)CH | — | Erstveröffentlichung: 22. November 2019 |
| 2022 | Death, Where Is Your Sting Nuclear Blast             | DE35 (1 Wo.)DE | — | — | — | Erstveröffentlichung: 21. Oktober 2022  |
| 2025 | Between You, God, the Devil and the Dead AFM Records | DE29 (1 Wo.)DE | — | — | — | Erstveröffentlichung: 24. Januar 2025   |

### EPs
- 2013: Moonhorse (Nuclear Blast)
- 2014: All I Want (Nuclear Blast)

### Videoalben
- 2020: An Evening with Avatarium – Live in Stockholm January 2020

### Musikvideos
- 2013: Boneflower
- 2016: Pearls and Coffins
- 2017: The Starless Sleep
- 2019: Rubicon
- 2022: Death, Where Is Your Sting?

## Galerie

Avatarium beim Rockharz Open Air 2018
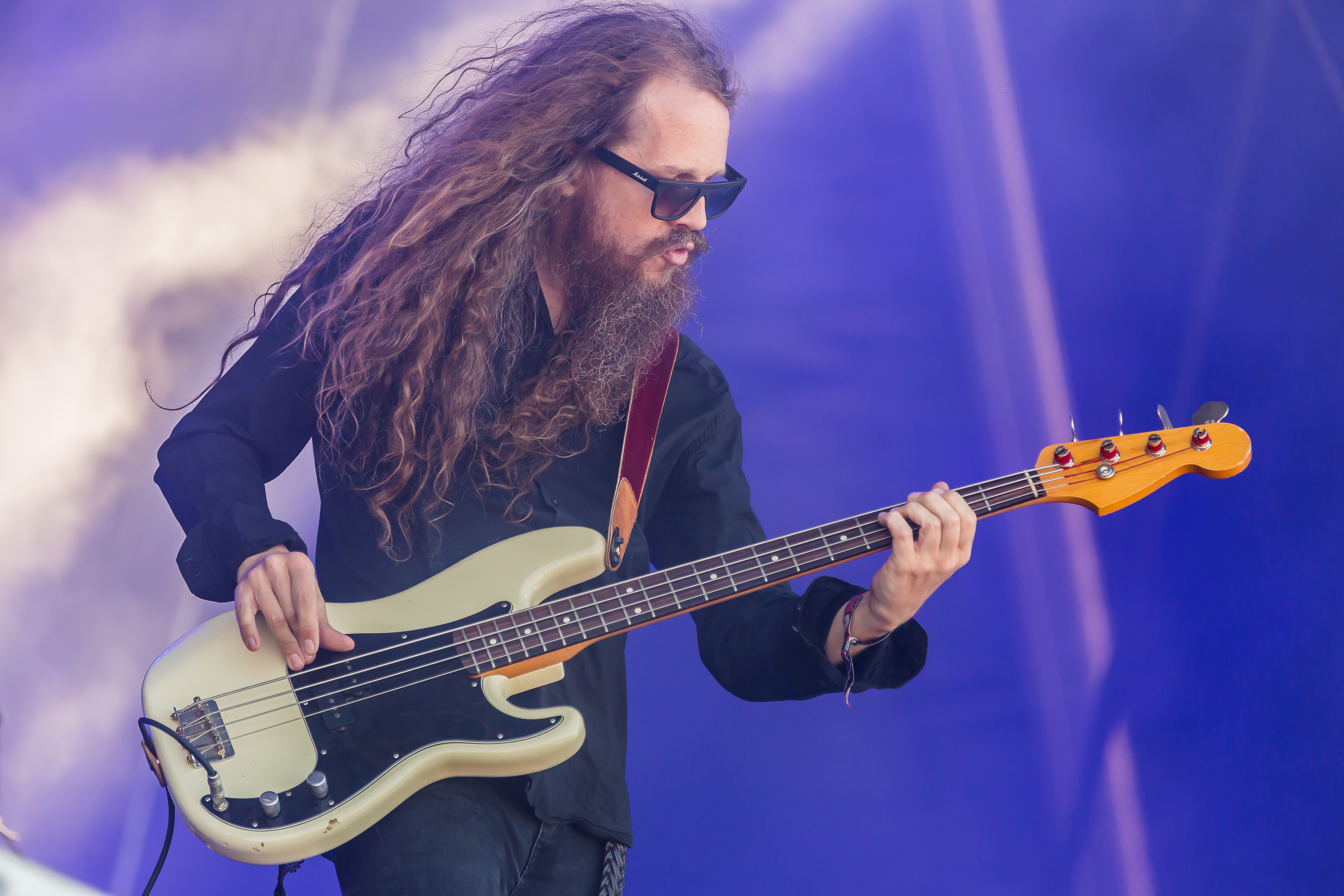
Bassist Mats Rydström
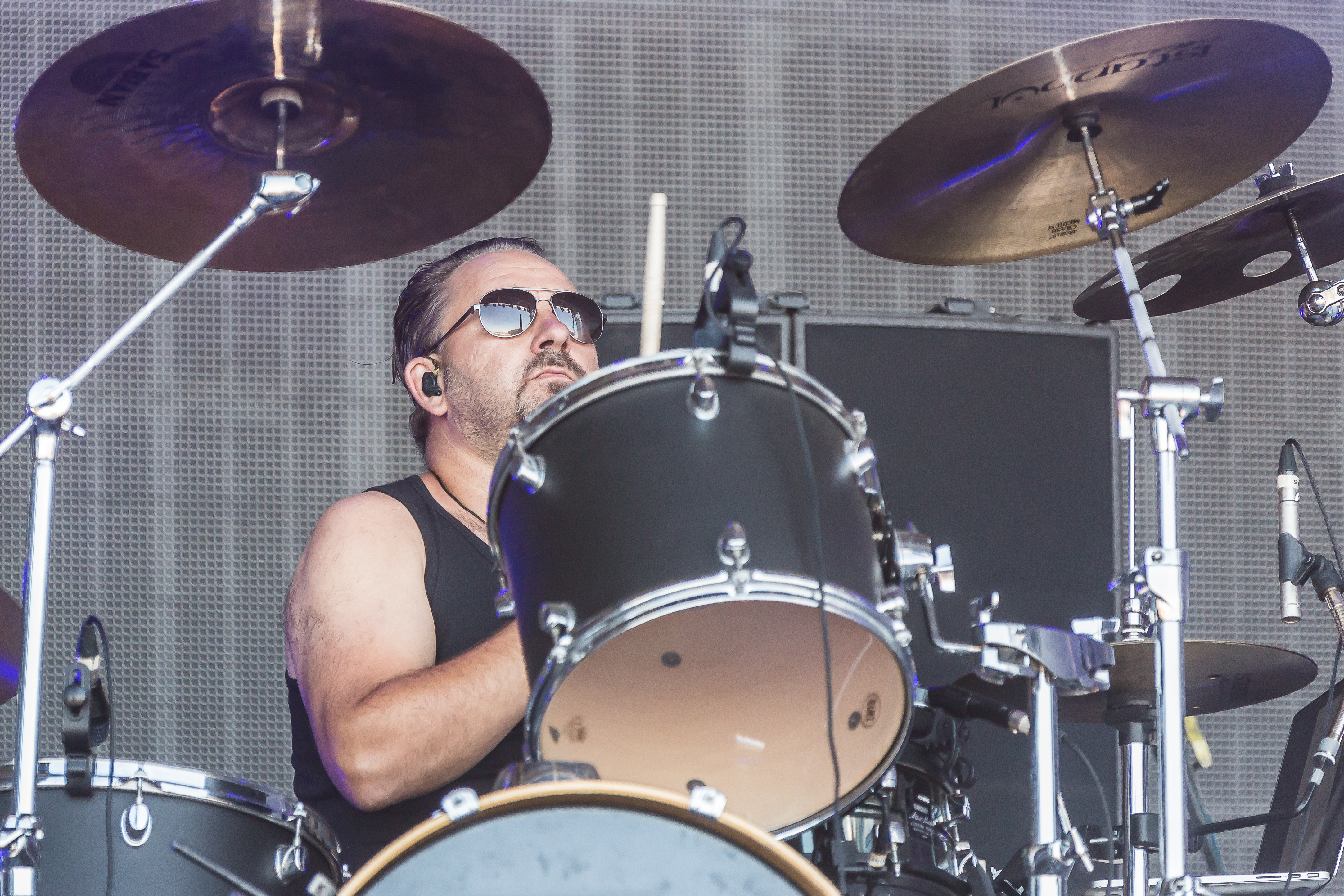
Schlagzeuger Lars Sköld
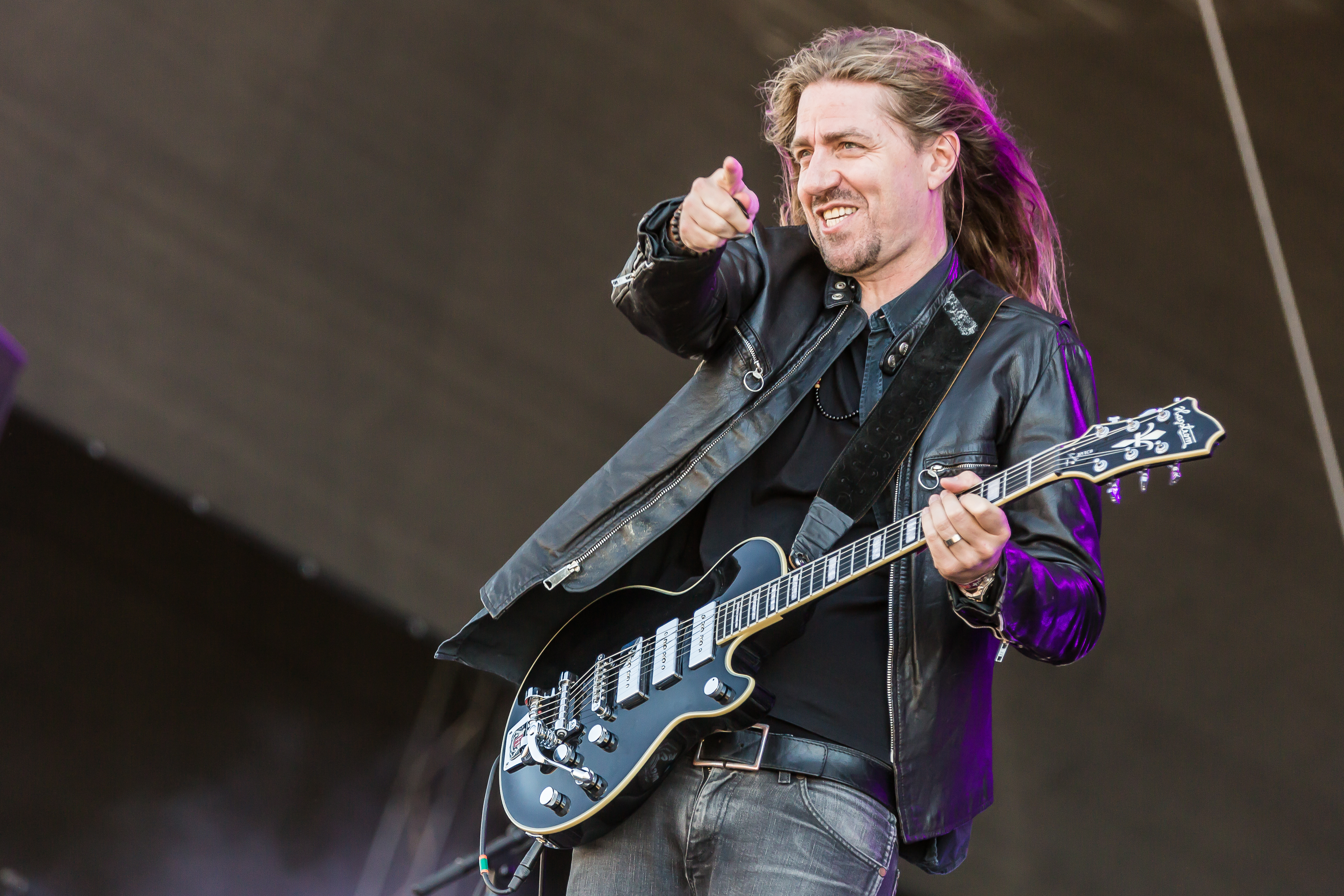
Gitarrist Marcus Jidell
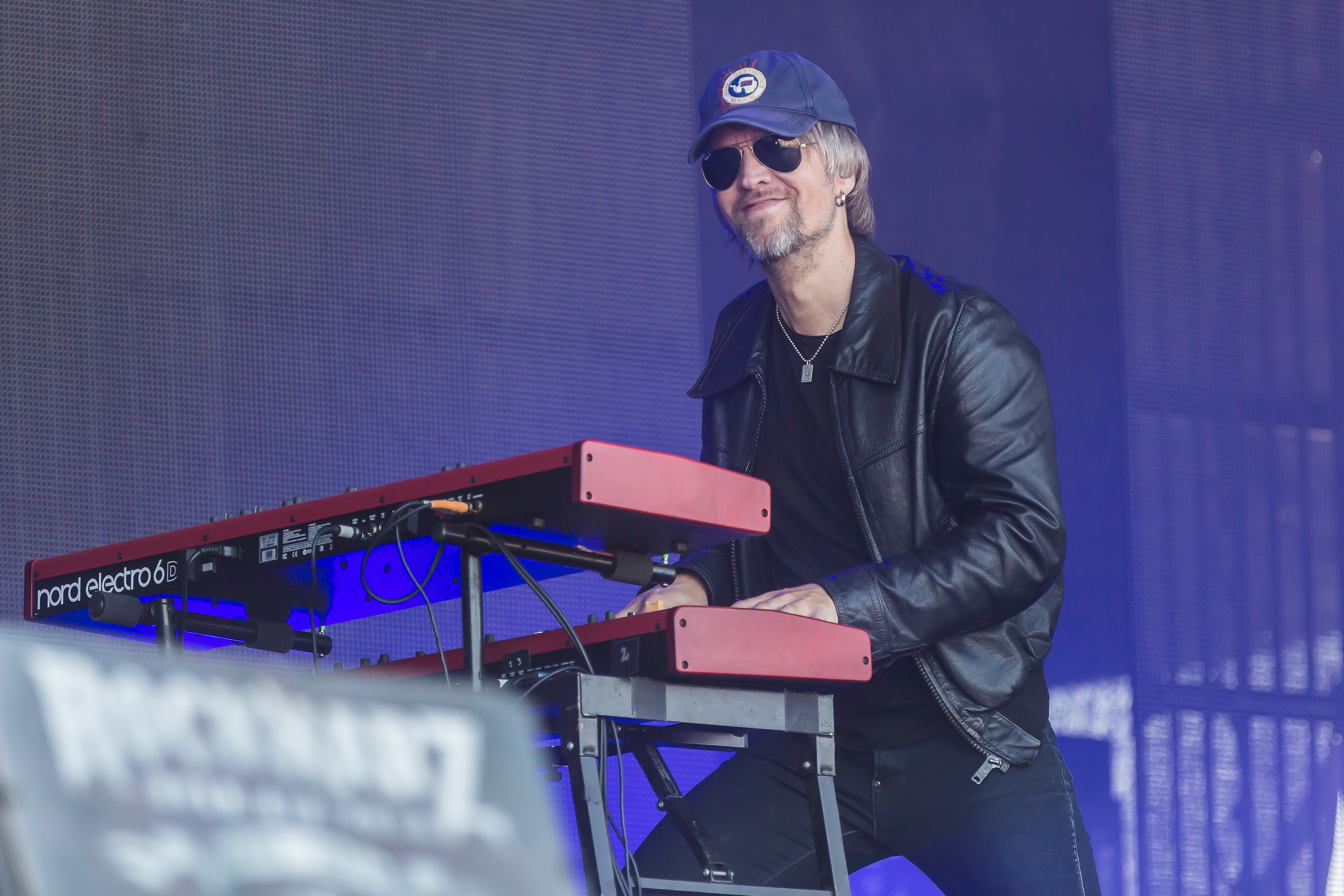
Keyboarder Rickard Nilsson
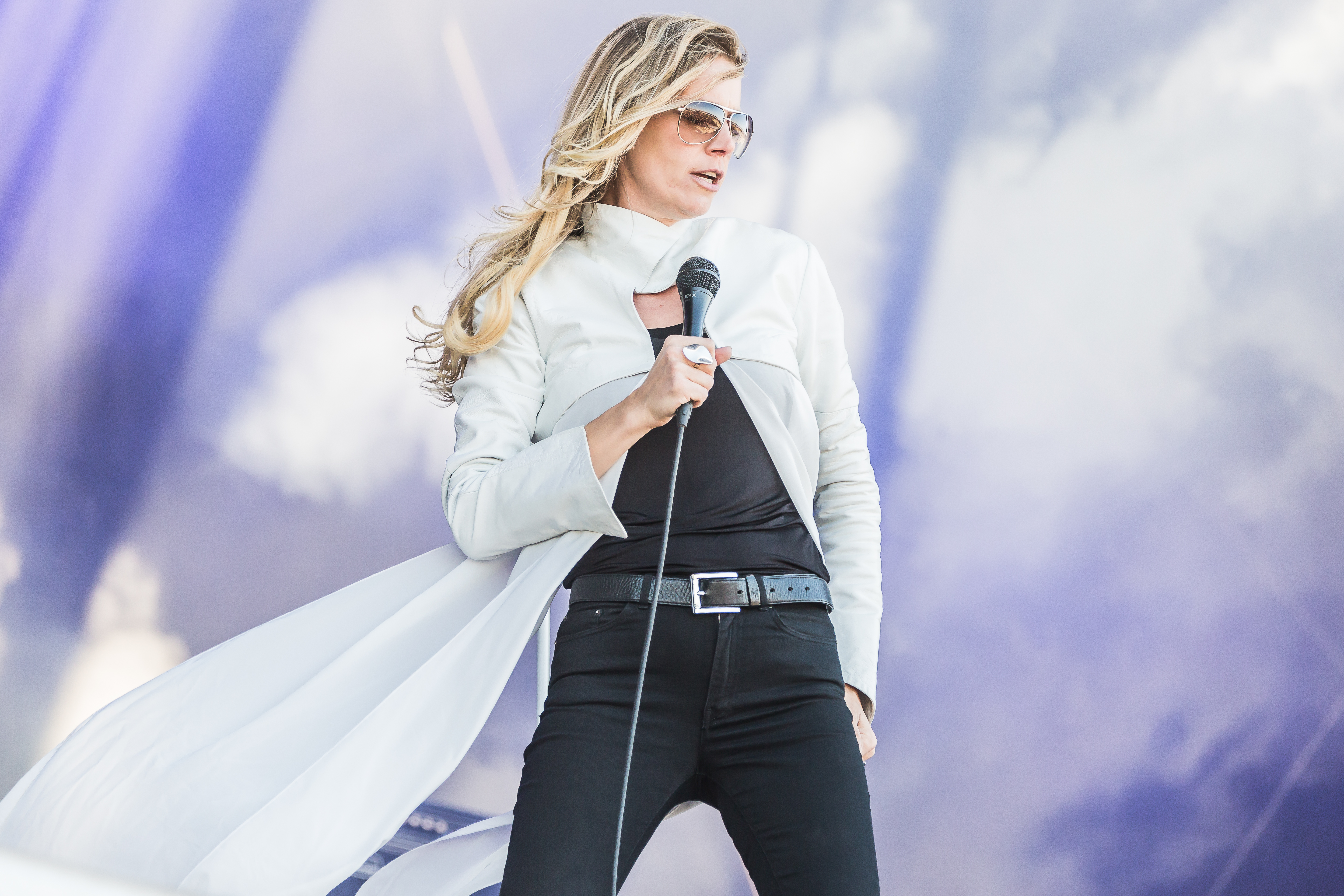
Sängerin Jennie-Ann Smith

## Auszeichnungen
Metal Hammer Awards
| Jahr | Kategorie         | für       | Resultat  |
| ---- | ----------------- | --------- | --------- |
| 2014 | Up and Coming     | Avatarium | Nominiert |
| 2014 | Bestes Debütalbum | Avatarium | Nominiert |
| 2016 | Up and Coming     | Avatarium | Gewonnen  |